# Лотар фон Крихинген
Лотар фон Крихинген (на немски: Lothar Graf von Criechingen; † 1629) е граф на Крихинген в Елзас-Лотарингия, господар на Дорсвайлер, Септфонтенес, Адикт, Ла-Тур-Девант-Виртон, Мандерн, Тентру, Лолнойс, Хомбург и Сааралбен в Саарланд.
Той е син на фрайхер Кристоф фон Крихинген-Питинген († 1622/1623), господар на Дорсвайлер, Септфонтенес, Адикт-Хомбург, и съпругата му Анна фон Байер-Бопард († сл. 1625), дъщеря на Адам Байер-Бопард, господар на Шато-Брехен. Внук е на фрайхер Вирих фон Крихинген († 1587) и Антония фон Салм-Кирбург († 1587/1589).
Сестра му Антоанета Елизабет фон Крихинген († сл. 10 март 1635) е омъжена на 17 февруари 1624 г. за фрайхер Йохан Лудвиг фон Хоензакс († 1625), син на фрайхер Йохан Албрехт I фон Хоензакс († 1597/1602) и Амалия фон Флекенщайн († сл. 1606), и втори път и на 18 април 1627 г. за маркграф Херман Фортунат фон Баден-Родемахерн (1595 – 1665).

## Фамилия
Лотар фон Крихинген се жени на 27 ноември 1625 г. за Анна Магдалена фон Ханау (* 14 декември 1600, Бухсвайлер; † 	
22 февруари 1673), дъщеря на граф Йохан Райнхард I фон Ханау-Лихтенберг (1569 – 1625) и първата му съпруга графиня Мария Елизабет фон Хоенлое-Нойенщайн-Вайкерсхайм (1576 – 1605). Те имат един син:
- Франц Ернст III фон Крихинген († 1677), женен 1650 г. за графиня Мария Елизабет фон Монфор (* 1631; † 24 април 1701), дъщеря на граф Хуго XV фон Монфор-Тетнанг (1599 – 1662) и графиня Йохана Евфросина фон Валдбург-Волфег-Цайл (1596 – 1651); имат осем деца

Вдовицата му Анна Магдалена фон Ханау се омъжва втори път 1633 г. за вилд–и Рейнграф Ото Лудвиг фон Салм-Кирбург-Мьорхинген (1597 – 1634) и трети път 1636 г. за граф Фридрих Рудолф фон Фюрстенберг-Щюлинген (1602 – 1655).